# Сечова система
Сечова система — система органів, що видаляє азотовмісні продукти переробки організму і зайву рідину з організму тварин і людини. У хребетних вона складається з двох нирок, у яких виробляється сеча, уретри і (у кісткових риб, амфібій, деяких рептилій і ссавців) сечового міхура, у якому накопичується сеча для виводу з організму. У ссавців сеча виводиться з уретри, в інших хребетних сеча перетікає в звичайну камеру екскреції — клоаку, і сеча виводиться разом з іншими екскрементами, а не окремо.

## Сечова система
| Сечо утворюючи                                                                                     | | Сечо вивідні                         |
| -------------------------------------------------------------------------------------------------- | --- | ------------------------------------ |
| Нирки:                                                                                             | | Сечоводень, Сечовий міхур, Сечивник. |
| 1.Макроскопічна будова                                                                             | |                                      |
| Кістковий прошарок, Мозковий прошарок (піраміда), Маленькі чашечки, Великі чашечки, Ниркова миска. | Це структурно функціональна одиниця нирок — нефрон (2 мільйона)                                                               |                                      |
| | Відділи нефрона: |                                      |
| | Неркове тільце (капсула і клубочек капілярів), Проксисальний звивистий каналець, Пітля нефрона, Дістальний звивистий каналець |                                      |
| | Нефрон відкривається у збиральну трубку яка знаходиться в пірамідах.                                                          |                                      |

### Фізіологія нирок
Особливість кровопостачання нирок та наявність чудесної сітки це розгалуження ниркової артерії на капіляри двійчи.
- клубочок капілярів
- капілярів біля канальців

### Утворення сечі
- Механізм утворення первинної сечі — внаслідок процесу фільтрації (фільтрується плазма крові з клубочків капілярів в порожнину капсули) і плазма крові без білків це і є «первина сеча»
- Механізм утворення кінцевої сечі (вторинна сеча) — внаслідок двох процесів: секреція, реабсорбція (зворотне в нос)

#### Склад кінцевої сечі
- Вода
- Кінцеві продукти розпаду
- (Сечівна, сечова кислота та інші)